# Paweł Kaczorowski
Paweł Kaczorowski (Zduńska Wola, 22 marzo 1974) è un allenatore di calcio ed ex calciatore polacco, di ruolo difensore.

## Carriera

### Club
Kaczorowski giocò con le maglie di Pogoń Zduńska Wola e Ostrowiec Świętokrzyski, prima di passare al Lech Poznań. Dopo un'esperienza al Polonia Varsavia, fece ritorno al Lech Poznań.
Fu successivamente ingaggiato dal Legia Varsavia, per indossare poi le casacche di Wisła Cracovia e Śląsk Wrocław. In seguito, fu messo sotto contratto dal Warta Poznań.
Kaczorowski si accordò allora con il Gorzów Wielkopolski e poi con il Tur Turek. Giocò successivamente nel Kolejorz Poznań e nello Jutrzenka Warta.
Ad agosto 2013 diventò assistente allenatore e giocatore dei norvegesi dell'Hallingdal.

### Nazionale
Conta 14 presenze e una rete per la Polonia.